# La Unión kommun, Lempira
La Unión är en kommun i Honduras.   Den ligger i departementet Departamento de Lempira, i den västra delen av landet, 150 km nordväst om huvudstaden Tegucigalpa. Antalet invånare är 9 565.